# Cotoplanemis
Cotoplanemis, naziv za jednu skupinu moquelumnan Indijanaca, ili možda ogranak plemena Cholovone iz skupine mariposan. Hodge kaže da 1851 žive na rezervi između rijeka Stanislaus i Tuolumne, Kalifornija. 
Spominjali su se i pod nazivima Co-ta-plane-mis i Co-to-plane-mis.